# Андромаха (корвет, 1841)
«Андрома́ха» — 18-гарматний корвет однойменного типу Чорноморського флоту Російської імперії. Названий на честь героїні давньогрецької епічної поеми «Іліада» Андромахи, дружини Гектора.

## Опис

Теоретичне креслення корвета «Андромаха»

Один із двох вітрильних 18-гарматних корветів типу «Андромаха», що будувалися поручником корпусу корабельних інженерів І. В. Машкіним в Миколаєві протягом 1840—1845 років. Збудований з використанням принципів Саймондса за кресленням англійського корвета «Dido» 1936 року, корабель мав довжину корабля 37,49 метра по гондеку, за кілем — 34,65 метра, ширину — 11,57 метра з обшивкою, без — 11,5 метрів, глибину інтрюму — 6,89 метра, площа парусів — 1303 квадратних метрів. Екіпаж становив 190 осіб.
Артилерійське озброєння корабля становило чотири 12-фунтові гармати, чотирнадцять 24-фунтових карронад і дві 3-фунтові мідні фальконети.
Корабель названо на честь героїні давньогрецької епічної поеми «Іліада» Андромахи, дружини Гектора.

## Історія
Закладений у Миколаєві на стапелі Миколаївського адміралтейства 19 червня 1840 року. Головний будівник — поручник корпусу корабельних інженерів І. В. Машкін. Після спуску на воду 20 липня 1841 року увійшов до складу Чорноморського флоту Російської імперії.
У 1842 відправлений до Греції в розпорядження російського посольства, де він перебував до 1843 року. У 1844 році входив до складу загону, що діяв біля Кавказького берега. У червні та липні 1845 року у складі ескадри виходив у практичне плавання в Чорне море, після — у Середземне море.
У грудні 1845 року в Палермо увійшов до складу загону віцеадмірала Ф. П. Літке, що складався з фрегата «Флора», брига «Персей» і шхуни «Дротик», приєднавшись до закордонного плавання, що відбувалося з метою отримання морської практики генерал-адміралом князем Костянтином Миколайовичем.
Перебував у плаванні Середземним морем до 1846 року, після чого повернувся до Севастополя. У 1847 році виходив до Кавказького узбережжя, а у 1848 і 1849 роках перебував у закордонному плаванні в Греції. Протягом 1850—1851 років роках знову виходив до берегів Кавказу в складі загонів і по два місяці на рік брав участь у практичних плаваннях у Чорному морі з ескадрами кораблів Чорноморського флоту.
У червні та липні 1853 року виходив у крейсерство до мису Херсонес. З 17 вересня до 2 жовтня у складі ескадри віцеадмірала П. С. Нахімова брав участь у перевезенні військ 13-ї піхотної дивізії із Севастополя до Сухум-Кале для посилення оборони на Кавказі. Так, на корветі було перевезено 250 солдатів і офіцерів Брестського полку, після чого корвет направлено до узбережжя Кавказу.
Брав участь у Кримській війні. Входив до складу загону віцеадмірала Л. М. Серебрякова, який 7 листопада 1853 року здійснював бомбардування укріплення Святого Миколая, зайнятого турецькими військами, але через шторм був змушений піти в море і повернутися до Севастополя. При цьому, під час бомбардування корвет зазнав серйозних пошкоджень і деяких втрат серед екіпажу.
Протягом 1854 року перебував у Корабельній бухті, з травня залишаючись єдиним нероззброєним російським кораблем малого рангу. 27 серпня 1855 року затоплений на Севастопольському рейді під час залишення міста гарнізоном. Після війни під час розчищення Севастопольської бухти корпус корвета було підірвано.

## Командири
- В. І. Істомін (1941 — липень 1842);
- А. Д. Варницький (липень 1842 — 1847);
- Л. А. Єргомишев (1848—1849);
- А. Х. Вінк (1850);
- О. Ф. Варпаховський (1851);
- М. С. Стройніков (1852 — 24 березня 1854).